# Javni intelektualec
Javni intelektualec je esejist, publicist ali kritik, v glavnem humanističnega profila, ki svoja kritična stališča v zvezi z družbenimi in političnimi problemi izreka kot udeleženec debat in govornik v množičnih medijih. Izraz uporabljajo v Franciji samo za javno angažirane intelektualce v svobodnih poklicih, drugod pa tudi za znanstvenike in univerzitetne profesorje v akademskih službah, ki se udejstvujejo v javnih razpravah.

## Zgodovina
V poznem osemnajstem stoletju, ko je bila pismenost v evropskih državah, kot je Združeno kraljestvo, relativno velika, se je oznaka man of letters razširila na tiste pišoče, ki so se preživljali s pisanjem o literaturi, ne pa leposlovjem samim – na esejiste, novinarje, kritike ipd. V dvajsetem stoletju je zajel tudi ljudi v akademskih poklicih. Izraz  man of letters so začeli opuščati in ga nadomeščati z intelektualcem. Prvič so ga uporabili v devetnajstem stoletju v Franciji, označeval je zagovornike po krivici obtoženega artilerijskega častnika Alfreda Dreyfusa. Afera Dreyfus je rodila pojem javnega intelektualca (v njej so se angažirali zlasti Émile Zola, Octave Mirbeau in Anatole France). Šlo je za debato o francoskem antisemitizmu.

## Funkcija
S svojimi idejami in znanjem se udejstvuje v javni debati v množičnih medijih. Odziva se na probleme v družbi v imenu ljudstva, ki nima možnosti, da bi sodelovalo na javnih forumih. 
Pogosto je povezan s politično upravo, na primer Anthony Giddens z razpravo Tretja pot centrizma z vlado Tonyja Blaira. Václav Havel je dejal, da se lahko politiki in intelektualci povezujejo, ampak da odgovornost za svoje ideje, četudi jih zagovarja politik, prevzame intelektualec.

## Povezava z univerzo
V splošnem je razlika med akademiki in javnimi intelektualci ta, da prvi razpravljajo v okviru svojega strokovnega področja, medtem ko javni intelektualci pri reševanju družbenih pojavov podajajo splošne ideje, ki presegajo meje njihove stroke.
Sociolog Frank Furedi je dejal, da intelektualci niso opredeljeni v skladu s tem, kar počnejo, temveč glede na način, kako delujejo, kako sami sebe vidijo, in glede na vrednote, ki jih podpirajo. Sodelovanje v odprti, sodobni javni razpravi loči intelektualca od akademskih krogov, čeprav severnoameriška raba oba izraza enači. Akademik postane javni intelektualec, ko pri obravnavi javnih problemov poseže po svoji akademski specializaciji. 
Veliko javnih intelektualcev izhaja iz akademskih krogov. Diplomirali so na elitnih univerzah, na primer Noam Chomsky na Tehnološkem inštitutu Massachusetts, Richard Dawkins in Christopher Hitchens na Univerzi v Oxfordu. Kljub temu pa obstajajo izjeme, npr. dramatik, scenarist, igralec, gledališki režiser, pesnik in politični aktivist Harold Pinter iz »nizkega srednjega razreda«.
Javni intelektualci obvladujejo veliko število tem: mednarodni red sveta, politična in gospodarska organizacija sodobne družbe, institucionalni in pravni okviri, ki urejajo življenje državljanov, izobraževalni sistem, mediji, človekove pravice, kot je npr. svoboda javnega izražanja, itd.
Biotehnologija izziva močan javni interes, kljub temu, da gre za zelo specialno akademsko stroko. Izzove debate o socialno pomembnih in spornih vprašanjih, ki se nanašajo na medicino, tehnologijo, genetsko raziskovanje, ipd. Primer znanstvenikov, ki so se ukvarjali z edinstven vlogo v javnem intelektualizmu, sta Charles Darwin in Richard Dawkins s svojim delom o evoluciji in genetiki.
Javnih intelektualcev ne smemo zamenjevati z akademskimi strokovnjaki, ki obvladajo vsak svoje posebno področje. Razvoj strok je povzročil vrzel med akademiki in javnostjo. Javni intelektualci se pogosto pojavljajo na televiziji, radiu in v množičnem tisku in se izražajo na način, ki je dostopen javnosti.

## Slovenski javni intelektualci
Slovenski sinonimi za intelektualca so kulturnik, izobraženec, razumnik (ta zlasti za intelektualce desnega nazorskega profila), socialni sloj, h kateremu se prišteva, pa je inteligenca. Izraz javni intelektualec je med prvimi uporabil leta 1930 v reviji Dom in svet Rajko Ložar.
Nekateri vidnejši slovenski javni intelektualci iz bližnje preteklosti in sedanjosti: Kozma Ahačič - Ljubo Bavcon - Matej Bor - Peter Božič - France Bučar - Andrej Capuder - Miro Cerar ml.- Marko Crnkovič - Mitja Čander - Jože P. Damijan - Aleš Debeljak - Vesna V. Godina - Niko Grafenauer - Stane Granda - Igor Grdina - Peter Gregorčič - Matjaž Hanžek - Tine Hribar - Spomenka Hribar - Peter Jambrek - Drago Jančar - Taras Kermauner - Matjaž Kmecl - Edvard Kocbek - Marko Kos - Manca Košir - Edvard Kovač - Peter Kovačič Peršin - Lev Kreft - Matevž Krivic - Tonči Kuzmanić - Bogdan Lešnik - Uroš Lipušček - Tomaž Mastnak - Vlado Miheljak - Jolka Milič - Rastko Močnik - Bernard Nežmah - Boris A. Novak - Boris Pahor - Ernest Petrič - Dušan Pirjevec - Jože Pirjevec - Dušan Plut - Dan Podjed - Denis Poniž - Alenka Puhar - Alojz Rebula - Rudi Rizman - Braco Rotar - Dimitrij Rupel - Dušan Rutar - Renata Salecl - Iztok Simoniti - Svetlana Slapšak - Rudi Šeligo - Marcel Štefančič ml.- Bojan Štih - Darko Štrajn - Veno Taufer - Gregor Tomc - Matevž Tomšič - Anton Trstenjak - Boris Vezjak - Igor Vidmar - Josip Vidmar - Roman Vodeb - Franc Vodopivec - Vlado Vodopivec - Jože Vogrinc - Miha Zadnikar - Ciril Zlobec - Jaša Zlobec - Boštjan M. Zupančič - Slavoj Žižek